# Olivier Bouygues
Pour les articles homonymes, voir Bouygues (homonymie).
Olivier Bouygues, né le 14 septembre 1950 à Suresnes (Seine), est un homme d'affaires milliardaire français, et l'un des fils de Francis Bouygues. Il est le directeur général délégué du groupe Bouygues de 2002 à 2020. Depuis 2020, il est membre du conseil d'administration du groupe.

## Biographie
Après ses études à l'École nationale supérieure du pétrole et des moteurs (ENSPM), il entre en 1974 dans la branche Travaux Publics du groupe Bouygues. 
En 1983, il entre dans la direction de Bouygues Offshore. En 1988, il devient président-directeur général de Maison Bouygues. 
En 1992, il prend la tête de la structure mère du groupe Saur, pour devenir en 2002, directeur général délégué du groupe Bouygues.
En 2020, il quitte ses fonctions de directeur général délégué et reste membre du conseil d'administration du groupe.
En juin 2017, les frères Martin et Olivier Bouygues, qui possèdent déjà deux propriétés viticoles dans le Bordelais, Château Montrose et Château Tronquoy-Lalande, acquièrent le domaine historique de Clos Rougeard, près de Saumur dans le Val de Loire,.
Le 9 juillet 2025 il est placé en garde à vue, puis renvoyé en correctionnelle pour destruction d'espèces protégées dans sa forêt en Sologne. Les investigations ont permis de saisir des armes, des pièges et des documents qui listaient les espèces à tuer. Une pelleteuse utilisée pour enfouir les carcasses a également été découverte. Les chasseurs tuaient également les chats. Il sera jugé en mars 2026 pour atteinte illicite en bande organisée à la conservation d'espèce protégée. Il risque sept ans d'emprisonnement et 750 000 euros d'amende.

### Autres mandats
Il est aussi directeur général de SCDM, société fondée avec son frère Martin Bouygues, regroupant les parts familiales du capital dans le groupe Bouygues (18,1 % en 2010).

## Fortune
En 2021, Martin et Olivier Bouygues et leur famille ont une fortune estimée à plus de 2,2 milliards d'euros.

## Vie privée
Il est le père de Cyril Bouygues, et oncle d'Edward Bouygues, représentants permanents de SCDM Participations au conseil d'administration du groupe Bouygues depuis le 21 avril 2016.

## Mandats d’administrateurs (2011)
- Au sein du groupe : Groupe Bouygues (depuis 1984), Bouygues Construction, Colas, TF1, Eurosport, Bouygues Telecom
- En dehors du groupe : Alstom et Eranove (ex Finagestion)